# Сабаудія
Сабаудія (італ. Sabaudia) — муніципалітет в Італії, у регіоні Лаціо,  провінція Латина.
Сабаудія розташована на відстані близько 80 км на південний схід від Рима, 21 км на південний схід від Латини.
Населення — 20 305 осіб (2014).

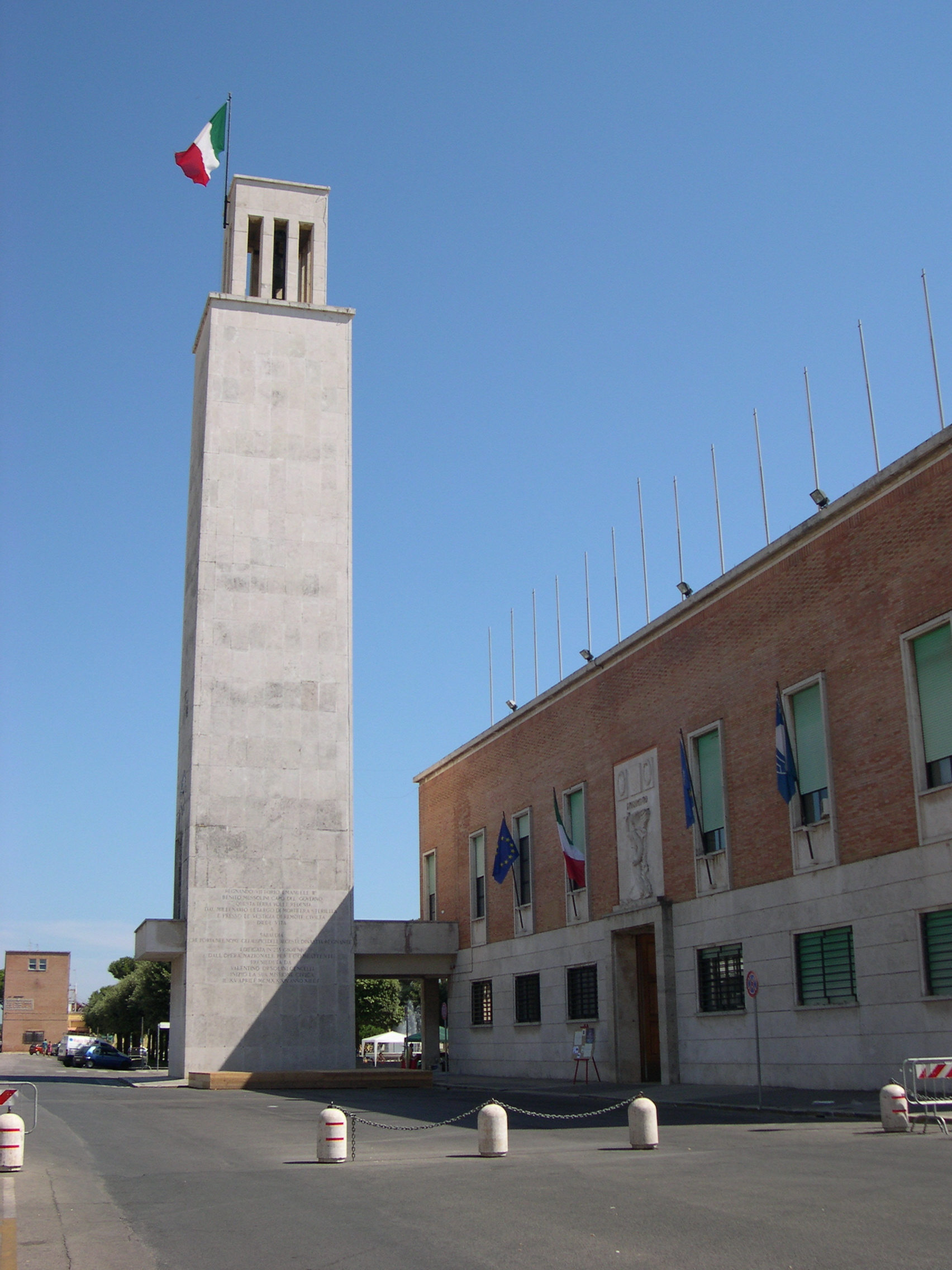

Щорічний фестиваль відбувається 25 березня. Покровитель — Santissima Annunziata.

## Демографія
Населення за роками:

Станом на 1 січня 2023 року в муніципалітеті офіційно проживало 2327 іноземців з 52 країн, серед них 302 громадяни країн Євросоюзу та 34 громадяни України.

## Сусідні муніципалітети
- Латина
- Понтінія
- Сан-Феліче-Чирчео
- Террачина